# Damien Sandow
Aron Steven Haddad (* 3. April 1982 in Worcester, Massachusetts) ist ein ehemaliger  US-amerikanischer Wrestler. Er stand bis zum 6. Mai 2016 bei der WWE unter Vertrag und trat regelmäßig in den von der WWE produzierten Wrestling-Shows unter dem Ringnamen Damien Sandow auf. Er ist auch für seine Zeit bei Total Nonstop Action Wrestling und im Independent Circuit unter dem Ringnamen Aron Rex bekannt, wo er 2016 der allererste Impact Grand Champion wurde. Später trat er für die National Wrestling Alliance (NWA) auf, bevor er sich vom Wrestling zurückzog.

## Karriere

### Anfänge (2001–2003)
Am 23. Juni 2001 machte Haddad sein Wrestling-Debüt im Alter von 19 Jahren bei Chaotic Wrestling. Im Oktober 2001 gewannen er und Edward G. Xtasy die Chaotic Wrestling Tag Team Championship. Zwischen November 2002 und Mai 2003 war er auch für die World Wrestling Alliance aktiv, wo er unter anderem die WWA Heavyweight Championship gewinnen durfte.

### World Wrestling Entertainment

#### Ohio Valley Wrestling(2002–2006)
Später unterschrieb er einen Vertrag bei der World Wrestling Entertainment (WWE). Dort wurde er anfangs unter dem Ringnamen Aron „The Idol“ Stevens in der Entwicklungs-Liga Ohio Valley Wrestling (OVW) eingesetzt. Im Jahr 2004 durften er und Nova die OVW Southern Tag Team Championship bei einer House-Show von Chris Cage und Tank Toland gewinnen.
Am 4. Januar 2006 durfte Haddad die OVW Television Championship gewinnen.

#### SmackDown & OVW (2006–2007)
Am 4. August 2006 machte Haddad unter dem Ringnamen Idol Stevens sein Debüt bei SmackDown. In der darauffolgenden Woche besiegten er und KC James die WWE Tag Team Champions Paul London und Brian Kendrick in einem Nicht-Titel-Match. Am 8. Oktober bekamen sie bei No Mercy eine Chance, die WWE Tag Team Championship zu gewinnen, die sie jedoch nicht nutzen durften. Kurz darauf wurden die beiden zurück zu Ohio Valley Wrestling geschickt.
Am 14. März 2007 durfte er den OVW-Heavyweight-Champion Paul Burchill besiegen und gewann somit die OVW Heavyweight Championship. Im August 2007 wurde er von der WWE entlassen.

### Independent-Bereich
Daraufhin kehrte Haddad in den Independent-Bereich zurück und feierte sein Debüt bei der 60-jährigen Geburtstags-Show der National Wrestling Alliance. In den folgenden Monaten trat er auch bei XCW Wrestling Mid-West und Derby City Wrestling auf.

### Rückkehr zur OVW (2008–2009)
Am 12. November 2008 kehrte Haddad zu Ohio Valley Wrestling zurück. Am 26. November durfte er Anthony Bravado besiegten und gewann damit zum zweiten Mal die OVW Heavyweight Championship. Am 14. Januar 2009 verlor er den Titel gegen Vaughn Lilas.

### World Wrestling Council(2009–2010)
Am 28. Februar 2009 debütierte Haddad in der puerto-ricanischen Promotion World Wrestling Council. Dort durfte er die WWC Puerto Rico Heavyweight Championship von BJ gewinnen, um sie dann an Shane Sewell zu verlieren. Am 15. August 2009 durften er und Shawn Spears Thunder and Lightning besiegen, wodurch sie die „WWC World Tag Team“-Champions wurden.

### Rückkehr zur WWE

#### Florida Championship Wrestling(2010–2012)
Am 3. Dezember 2010 gewann Haddad unter dem Ringnamen Damien Sandow zusammen mit Titus O’Neill die FCW Florida Tag Team Championship, nachdem sie Xavier Woods und Mason Ryan in einem Match um den vakanten Titel besiegen durften. Am 25. März 2011 verloren sie den Titel an Seth Rollins und Richie Steamboat. Am 22. September 2011 gewann er die FCW 15 Championship nach einem Sieg gegen Seth Rollins. Am 12. Januar 2012 verlor er den Titel an Steamboat.

#### Intellectual Savior of the Masses(2012–2013)

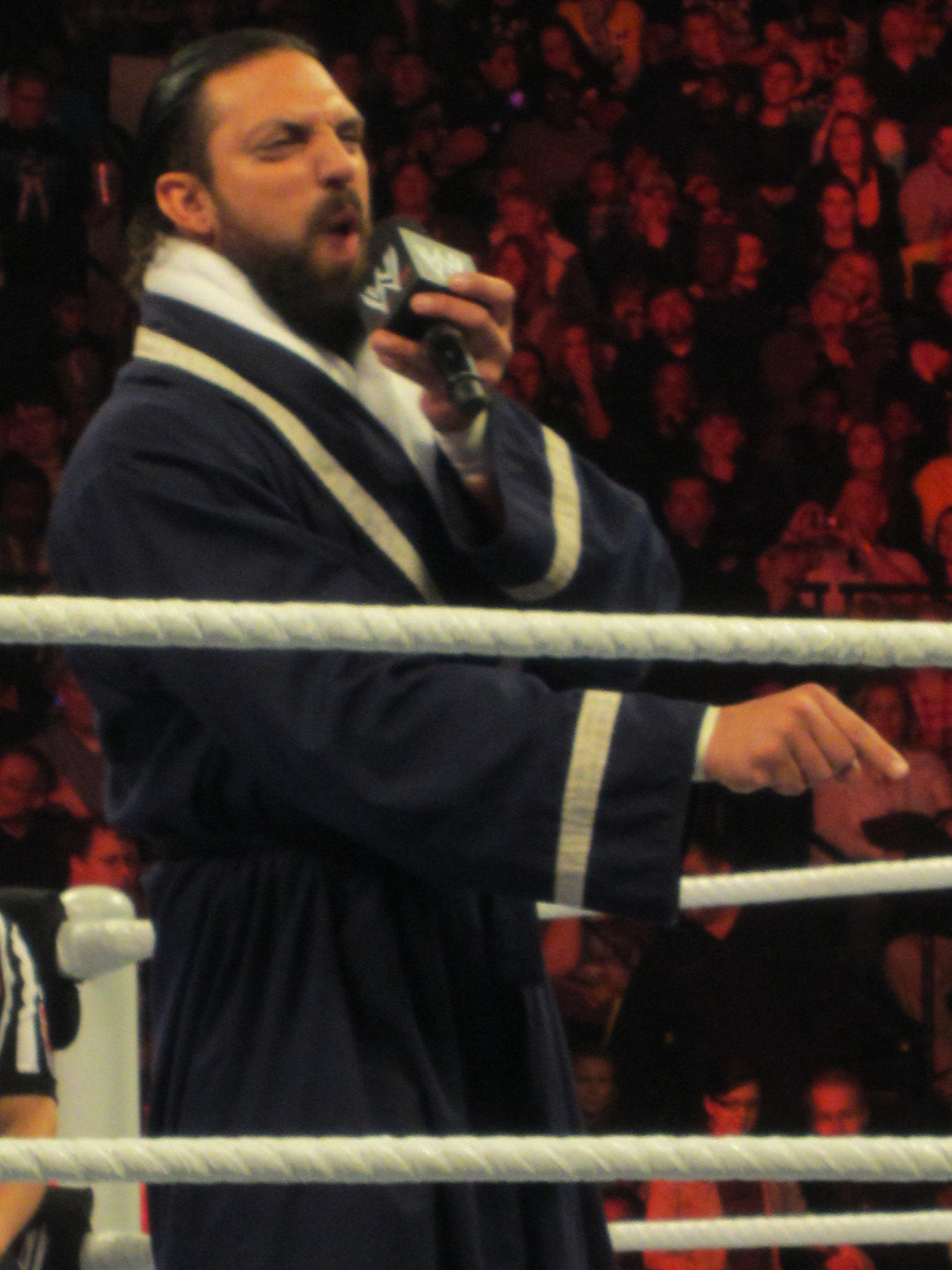
Damien Sandow als Intellectual Savior of the Masses.

Am 6. April 2012 präsentierte Haddad via Einspielvideos bei SmackDown sein neues Gimmick als Intellectual Savior of the Masses (deutsch: „Intellektueller Retter der Massen“). Am 4. Mai feierte er sein Debüt bei SmackDown. Am 25. Mai absolvierte er das erste Match, bei dem er Yoshi Tatsu besiegen durfte. In der darauffolgenden Woche besiegte er Ezekiel Jackson und am 15. Juni Tyson Kidd. Am 29. Juni besiegte er Zack Ryder. Am 31. August verlor er durch absichtlichen Countout sein erstes Match gegen Sheamus.
Am 24. September verbündete sich Haddad bei Raw mit Cody Rhodes. Bei Hell in a Cell gewannen sie ein WWE Tag Team Championship-Match gegen Team Hell No (Daniel Bryan und Kane) via Disqualifikation, wodurch sie die Titel nicht gewinnen durften. Am 14. November fand das Rematch bei Main Event statt, welches Team Hell No für sich entscheiden durfte. Am 23. November verlor er bei SmackDown ein Intercontinental Championship-Match gegen Kofi Kingston. Nach weiteren fehlgeschlagenen Titelmatches beschlossen Haddad und Rhodes, das Team aufzulösen. Jedoch vereinigten sie sich kurze Zeit später wieder.
Am 15. Mai 2013 forderte er Big E bei NXT um die NXT Championship heraus, jedoch musste er auch dieses Match verlieren.
Am 14. Juli 2013 gewann er das Money-in-the-Bank-Match und somit die Chance, die World Heavyweight Championship zu gewinnen. Dabei wurde auch das Team mit Cody Rhodes aufgelöst. Nach einer langen Niederlagenserie konfrontierte er am 28. Oktober den World-Heavyweight-Champion John Cena in dem Glauben, sein Arm sei noch verletzt. Daraufhin löste er seinen Money-in-the-Bank-Vertrag um ein World-Heavyweight-Championship-Match ein, verlor dieses jedoch gegen Cena. Damit war er nach Cena selber der zweite Wrestler, dessen Titelversuch durch den Money-in-the-Bank-Vertrag fehlschlägt.

#### Verschiedene Gimmicks (2014–2016)

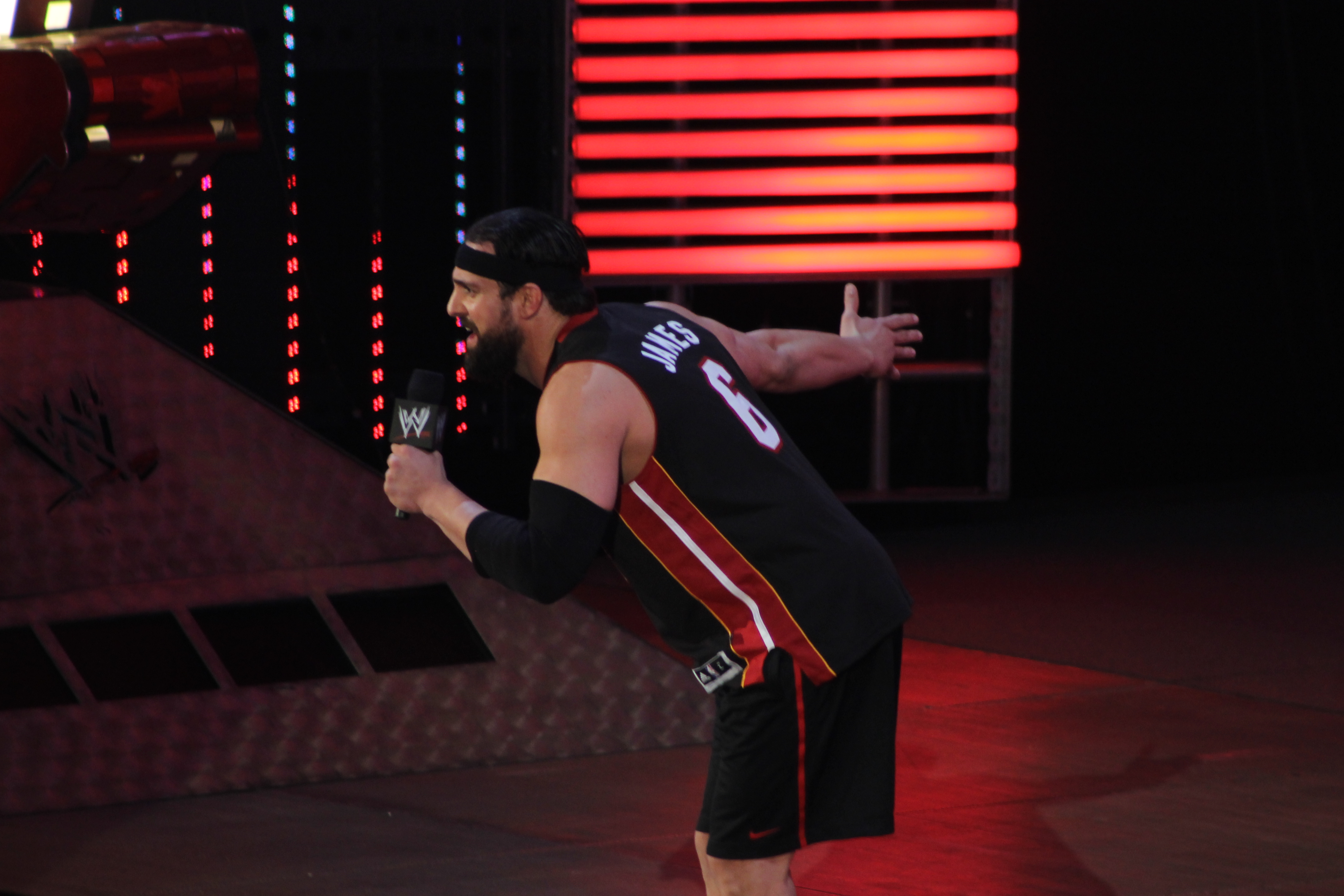
Damien Sandow verkleidet als LeBron James.

Am 28. April 2014 konfrontierte Haddad – als Magneto verkleidet – Hugh Jackman und Dolph Ziggler. In den darauffolgenden Wochen trat er als verschiedene Charaktere verkleidet auf, darunter Sherlock Holmes, Davy Crockett, ein Rapper namens D-Sizzle, Lance Stephenson, LeBron James, Pete Rose, Abraham Lincoln, Paul Revere, Vince McMahon, Bruce Springsteen, Bret Hart, Shawn Michaels, Neil Armstrong, ein Oklahoma Sooners-Footballspieler, Mr. Border Patrol und weitere Charaktere und beleidigte dabei meistens die Zuschauer in der Halle. Dabei verlor er nahezu jedes Match.
Später trat er unter dem Ringnamen Damien Mizdow als Stuntdouble von The Miz auf, den er während der Kämpfe imitiert. Analog trat Dolph Ziggler mit R-Truth als Stuntdouble R-Ziggler auf. Am 23. November 2014 gewann er mit The Miz die WWE Tag Team Championship, nachdem sie Goldust und Stardust besiegten. Die WWE Tag Team Championship verloren sie am 29. Dezember 2014 an die Usos.
Danach trat Haddad als Macho Mandow an, wobei er Randy „The Macho Man“ Savage imitierte. Zusammen mit Curtis Axel, der als AxelMania (Imitation von Hulk Hogan) auftrat, formte er das Tag Team „The Mega Powers“. Dieses Tag Team wurde nach dem Skandal um Hulk Hogan, bei dem Hogan aufgrund von rassistischen Äußerungen von der WWE entlassen wurde, aufgelöst.
Haddad wurde am 6. Mai 2016 von der WWE entlassen. Da der Ringname Damien Sandow von der WWE geschützt ist kehrte er nach der Entlassung durch die WWE zu seinem Ringnamen Aron Stevens zurück.

### TNA (2016–2017)
Am 11. August 2016 debütierte Haddad unter dem Ringnamen Aron Rex bei Impact Wrestling. Am 2. Oktober 2016 krönte sich Haddad bei Bound for Glory zum ersten Impact Grand Champion, indem er Eddie Edwards im Finale eines Turniers um die Impact Grand Championship besiegte. Den Titel verlor er am 9. Oktober 2016 an Moose. Nachdem er auch das Rückmatch gegen Moose verlor, verschwand er einige Zeit aus den Shows.
Am 12. Januar 2017 kehrte Haddad mit einem neuen, von Liberace inspirierten, Gimmick zurück. Dabei wurde sein Bart abrasiert, seine Augenbrauen gezupft und er wurde mit Lipgloss und einem Pelzmantel ausgestattet. Zudem wurde ihm Rockstar Spud als Diener zur Seite gestellt.
Nach einer Pause kehrte Rex in der Episode vom 12. Januar 2017 von Impact Wrestling zurück und debütierte mit einem von Liberace inspirierten Charakter, mit einem neuen, glatt rasierten Look und gezupften Augenbrauen, Lipgloss, einem Pelzmantel, nackten Badehosen und übergroßen Ringen an allen Fingern, zusammen mit Rockstar Spud als seinem neuen Manager. In der 19. Januar-Episode von Impact besiegten Rex und Spud das Team von Robbie E und Swoggle in seinem bisher letzten professionellen Wrestling-Match. Am 4. April 2017 gab Stevens bekannt, dass er nicht mehr bei der nun umbenannten Impact Wrestling ist und eine Pause vom Wrestling einlegen wird, um sich auf die Schauspielerei zu konzentrieren.

### National Wrestling Alliance (2019–2022)
Am 15. Oktober 2019 kündigte Sandow in der Episode von NWA Powerrr der National Wrestling Alliance an, dass er in den Ring zurückkehren und wieder unter dem Namen Aron Stevens ringen würde. Am 14. Dezember besiegte Stevens bei Into the Fire den früheren Champion Colt Cabana und Ricky Starks in einem Triple Threat Match und gewann die NWA National Championship. Am 29. September 2020 verlor Stevens den Titel an Trevor Murdoch.
Im September 2020 wurde Haddad zum Booker der NWA-Mitgliedspromotion Championship Wrestling aus Hollywood ernannt. Am 11. November besiegten Stevens und JR Kratos, Eli Drake und James Storm und gewannen die NWA World Tag Team Championship. Am 21. März 2021, bei Back For The Attack, verlor Stevens gegen Nick Aldis in einem NWA Worlds Heavyweight Championship Match. Am 6. Juni, bei When Our Shadows Fall, verteidigten Stevens und Kratos erfolgreich ihre Titel in einem Three-Way Tag Team Match gegen The War Kings (Jax Dane und Crimson) und Strictly Business (Thom Latimer und Chris Adonis). Am 29. August, bei der NWA 73rd Anniversary Show, verloren sie die Titel an La Rebelión (Bestia 666 und Mecha Wolf 450). Am 4. Dezember, bei Hard Times 2, gelang es Stevens und Kratos nicht, The OGK (Matt Taven und Mike Bennett) um die ROH World Tag Team Championship zu schlagen.
Am 19. März 2022, in der ersten Nacht des Crockett Cups, nahm Stevens zusammen mit The Blue Meanie an dem gleichnamigen Turnier teil und verlor in der ersten Runde gegen The Dirty Sexy Boys (Dirty Dango und JTG). In der 26. April Episode von NWA Powerrr, kämpfte Stevens gegen Trevor Murdoch in einem Versuch, etwas Respekt aus ihm herauszuprügeln, wurde aber besiegt. In der folgenden Woche gab er offiziell seinen Rücktritt vom professionellen Wrestling bekannt. Am 11. Juni, bei Alwayz Ready, verlor Stevens gegen Murdoch in dem, was als „Aron Stevens' Swan Song“ bezeichnet wurde. Nach dem Match schnappte er sich das Mikrofon und sagte zu den Fans: „You're welcome!“.

## Privatleben
Haddad beteiligt sich an Wohltätigkeitsarbeiten bei Kosair Charities.

## Erfolge

### Titel
- Chaotic Wrestling
  - Chaotic Wrestling Heavyweight Championship (1-mal)
  - Chaotic Wrestling Tag Team Championship (1-mal) – mit Edward G. Xtasy

- Florida Championship Wrestling
  - FCW 15 Championship (1-mal)
  - FCW Florida Tag Team Championship (1-mal) – mit Titus O’Neil

- International Wrestling Association
  - IWA Hardcore Championship (1-mal)

- Ohio Valley Wrestling
  - OVW Heavyweight Championship (2-mal)
  - OVW Southern Tag Team Championship (1-mal) – mit Nova
  - OVW Television Championship (1-mal)

- World Wrestling Council
  - WWC Puerto Rico Heavyweight Championship (1-mal)
  - WWC World Tag Team Championship (4-mal) – mit Shawn Spears (1), Chicano (1), King Tonga Jr. (1) und Abbad (1)

- WWE
  - WWE Tag Team Championship (mit The Miz) (1-mal)
  - Money in the Bank (SmackDown 2013)

- Total Nonstop Action Wrestling
  - Impact Grand Championship (1-mal)

- National Wrestling Alliance
  - NWA National Championship (1-mal)[45]
  - NWA World Tag Team Championship (1-mal) - mit JR Kratos[46]

### Auszeichnungen
- Ohio Valley Wrestling
  - Third OVW Triple Crown Champion

- Pro Wrestling Illustrated
  - #50 von den 500 besten Wrestlern in der PWI 500